# Drosophila velox
Drosophila velox är en tvåvingeart som beskrevs av Hide-aki Watabe och Peng 1991. Drosophila velox ingår i släktet Drosophila och familjen daggflugor.
Artens utbredningsområde är provinsen Guangdong i Kina.